# Funicular de la Santa Cova
El Funicular de la Santa Cova és un dels funiculars de Montserrat, juntament amb el funicular de Sant Joan; a banda que també hi ha l'Aeri de Montserrat i el Cremallera de Montserrat, encara que no són estrictament funiculars, sobretot el segon cas. El funicular de la Santa Cova va ser inaugurat el 1929. L'any 2001 es van instal·lar dos nous vehicles moderns similars als del funicular de Sant Joan, amb sostre panoràmic. La funció d'aquest funicular és comunicar el monestir amb el camí de la Santa Cova, un dels llocs de pelegrinatge de la muntanya.

## Història
El funicular va ser construït el 1926 per Von Roll, i fou impulsat per la companyia Ferrocarrils de Muntanya de Grans Pendents. El 1963 s'hi feren uns treballs de modernització. El 1986 FGC passà a ser-ne el propietari i el 1991 hi portà a terme una renovació de les instal·lacions però mantenint-hi els vehicles de fusta originals.
El juliol de 2000 uns forts aiguats va malmetre greument la infraestructura, de tal manera que l'estació inferior, juntament amb 1 dels vehicles, va quedar completament negada. Es varen comprar 2 nous vehicles panoràmics i la línia restablí el servei el juny del 2001.
El gener de 2018 es va suspendre el servei per dur a terme diversos treballs de millora: renovació integral de la via; millora de talussos, drenatges i murs de protecció; i substitució dels bastidors dels dos cotxes, aprofitant-ne les caixes existents. El 30 d'abril de 2019 es va adjudicar la fabricació dels nous bastidors a Teleféricos y Nieve S.L. Tot i que en principi estava previst acabar les obres per la Setmana Santa del 2020, l'aturada de l'activitat de tota mena a causa de la pandèmia de COVID-19 va endarrerir la seva posada en servei fins al 17 d'agost de 2020.

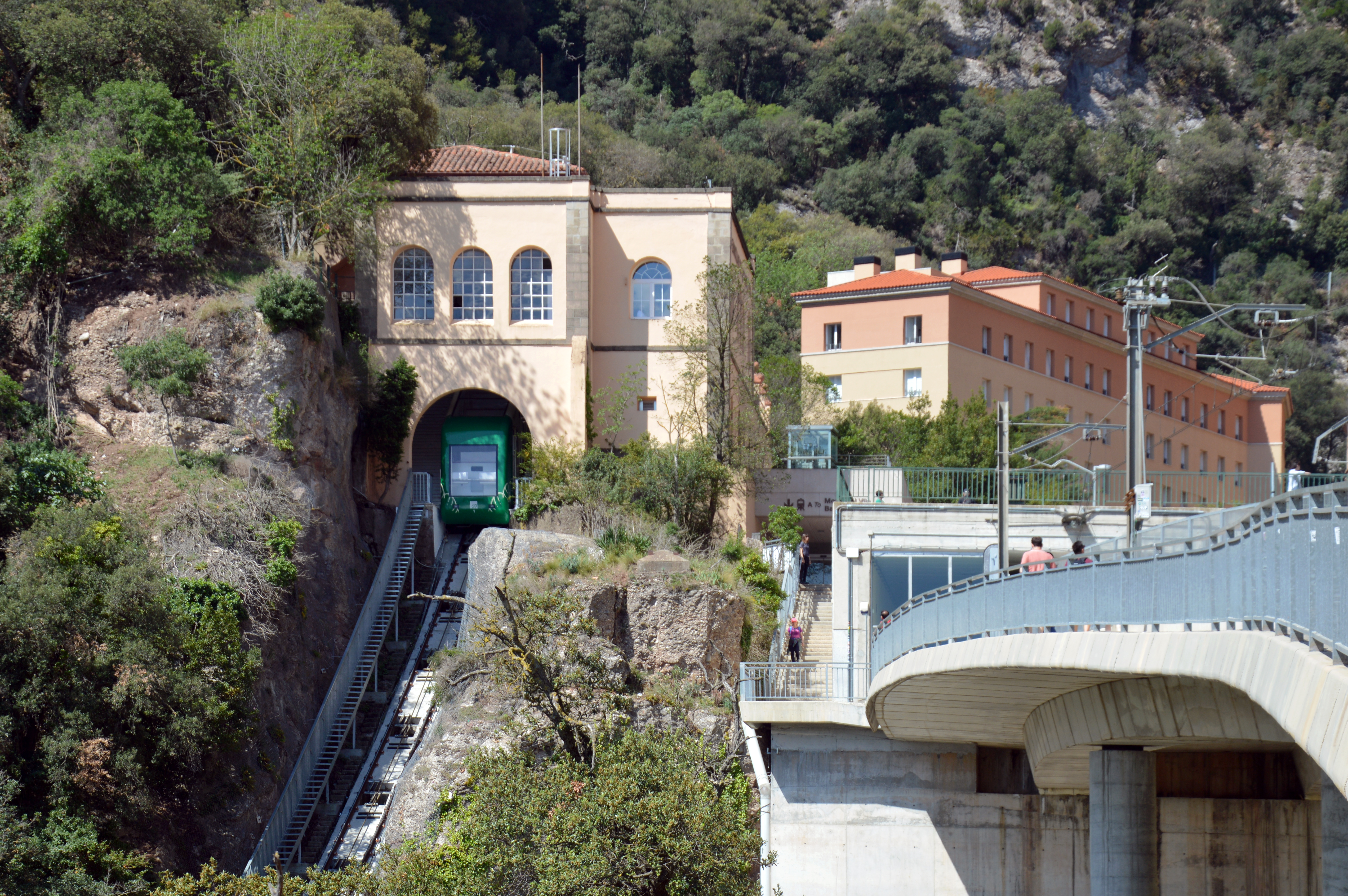
Estació superior
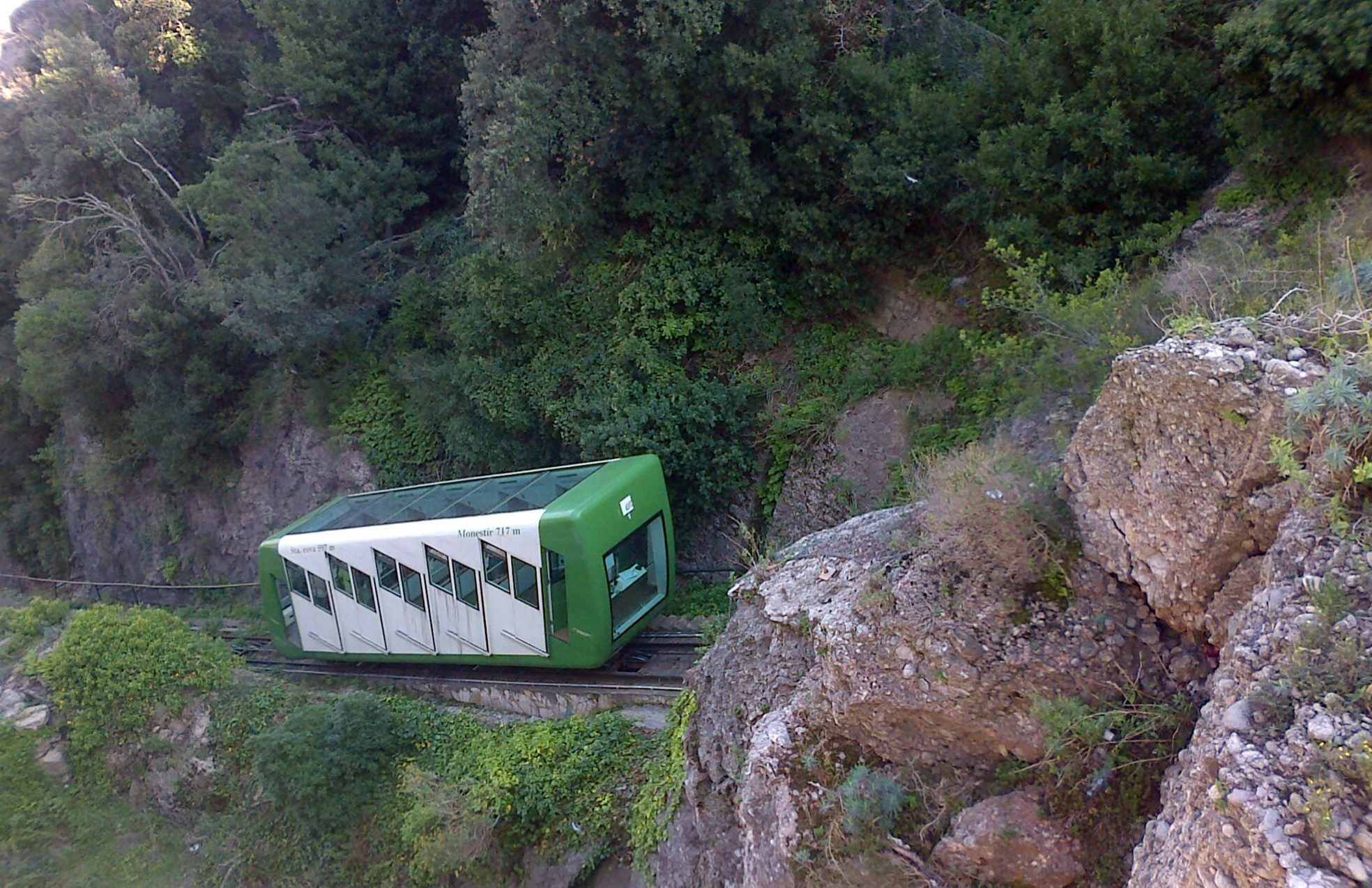
El cotxe número 1
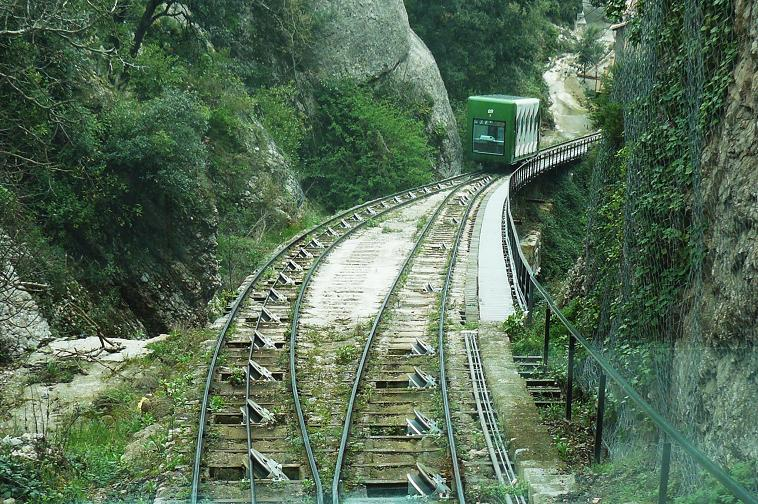
Encreuament de la línia
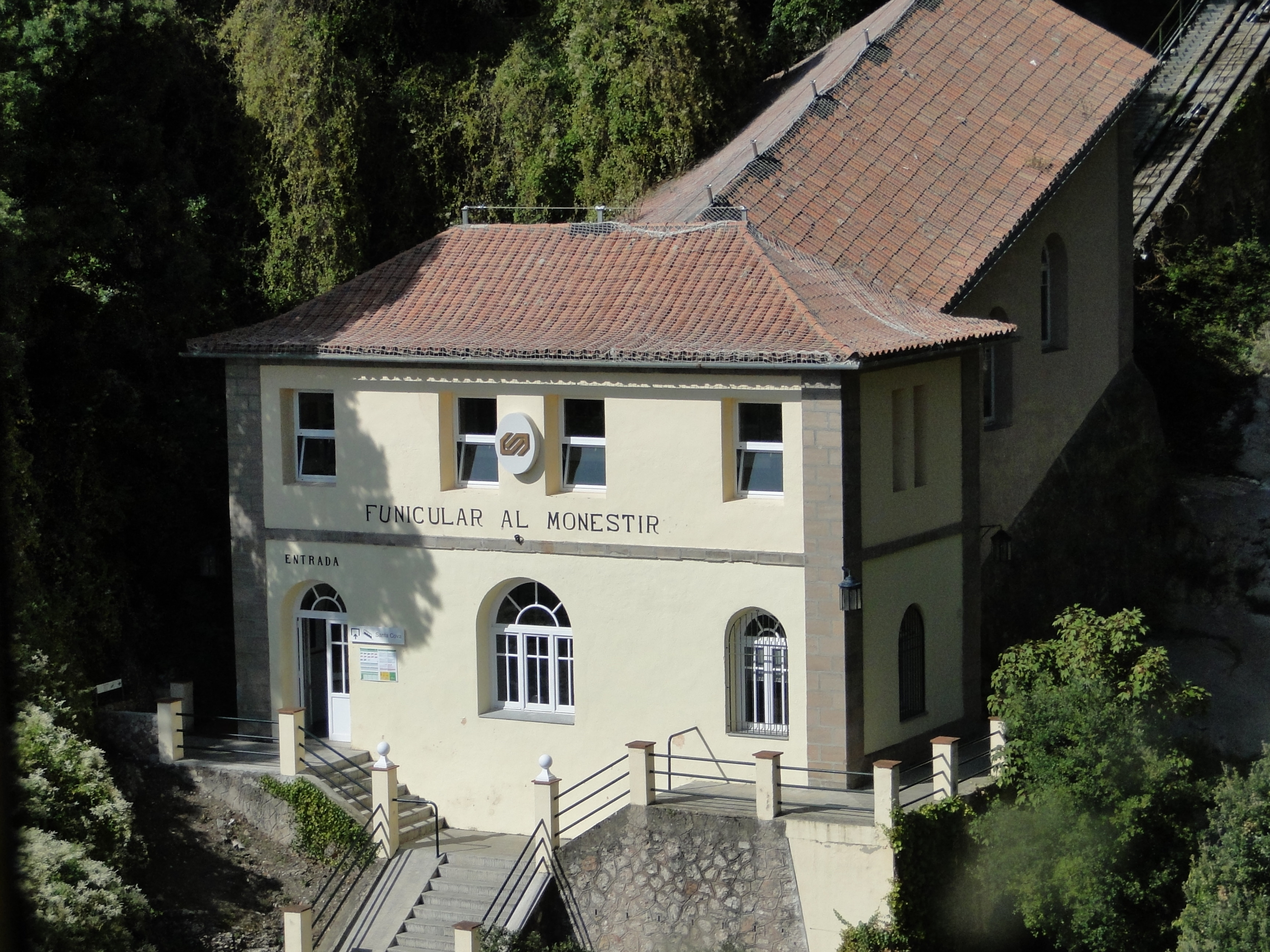
Estació inferior